# Phare de Périm
Le phare de Périm, en anglais Perim Island High Light, est un phare du Yémen situé sur l'île de Périm, dans le détroit de Bab-el-Mandeb qui fait communiquer la mer Rouge avec le reste de l'océan Indien. Construit en 1912, il remplace un ancien phare en pierre sombre érigé en 1861. La tour actuelle en pierre grise et haute de 81 mètres possède à son sommet une lanterne blanche émettant quatre flashes toutes les quinze secondes, d'une portée de 24 milles marins. Servant à la navigation maritime dans le détroit, elle ne se visite pas.